# Comuna Gnesta
Gnesta (Gnesta kommun) este o comună din comitatul Södermanlands län, Suedia, cu o populație de 10.409 locuitori (2013).

## Geografie

### Zone urbane
Lista celor mai mari zone urbane din comună (anul 2015) conform Biroului Central de Statistică al Suediei:
| Nr | Zona urbană | Pop.  |
| -- | ----------- | ----- |
| 1  | Gnesta      | 5.772 |
| 2  | Björnlunda  | 838   |
| 3  | Stjärnhov   | 555   |

## Demografie
| \| Evoluția demografică în comuna Gnesta, 1995–2015 \| Evoluția demografică în comuna Gnesta, 1995–2015 \| Evoluția demografică în comuna Gnesta, 1995–2015 \| Evoluția demografică în comuna Gnesta, 1995–2015 \| Evoluția demografică în comuna Gnesta, 1995–2015 \| \| ----------------------------------------------------------------------------------------------------- \| ------------------------------------------------ \| ------------------------------------------------ \| ------------------------------------------------ \| ------------------------------------------------ \| \| An \| \| \| Locuitori \| \| \| 1995 \| 1995 \| \| 9711 \| 9711 \| \| 2000 \| 2000 \| \| 9768 \| 9768 \| \| 2005 \| 2005 \| \| 9958 \| 9958 \| \| 2010 \| 2010 \| \| 10360 \| 10360 \| \| 2015 \| 2015 \| \| 10649 \| 10649 \| \| Sursa: SCB - Statistika Centralbyrån, Folkmängd efter region, civilstånd, ålder och kön. År 1968–2016 \| \| \| \| \| |      |  |           |       |
| Evoluția demografică în comuna Gnesta, 1995–2015 |      |  |           |       |
| An |      |  | Locuitori |       |
| 1995 | 1995 |  | 9711      | 9711  |
| 2000 | 2000 |  | 9768      | 9768  |
| 2005 | 2005 |  | 9958      | 9958  |
| 2010 | 2010 |  | 10360     | 10360 |
| 2015 | 2015 |  | 10649     | 10649 |
| Sursa: SCB - Statistika Centralbyrån, Folkmängd efter region, civilstånd, ålder och kön. År 1968–2016 |      |  |           |       |